# سسیل هیلی
سسیل هیلی (انگلیسی: Cecil Healy; ۲۸ نوامبر ۱۸۸۱ – ۲۹ اوت ۱۹۱۸) شناگر اهل استرالیا بود.
وی در مسابقات کشوری و بین‌المللی در مجموع برندهٔ ۱ مدال طلا، ۱ مدال نقره، ۱ مدال برنز شده‌است.